# Pradera del Zambeze occidental
La pradera del Zambeze occidental es una ecorregión de la ecozona afrotropical, definida por WWF, situada en la región fronteriza entre Angola y Zambia.

## Descripción
Es una ecorregión de sabana que ocupa 34.000 kilómetros cuadrados en dos zonas del suroeste de Zambia, al norte y al sur de los humedales de Barotse, pertenecientes a la ecorregión denominada pradera inundada del Zambeze. La zona norte se extiende ligeramente a Angola y se encuentra entremezclada con la selva seca del Zambeze; además, limita al noreste con la sabana arbolada de miombo del Zambeze central, al noroeste con la sabana arbolada de miombo de Angola y al suroeste con la sabana arbolada de teca del Zambeze. Esta última ecorregión también rodea completamente la zona sur.

## Estado de conservación
Relativamente estable/Intacto.